# Aurichalcit
Aurichalcit, veraltet auch als Messingblüte, Kupferzinkblüte, Buratit, Messingit, Orichalcit oder Risseit bekannt, ist ein Mineral aus der Mineralklasse der „Carbonate (und Verwandte)“, das an verschiedenen Fundorten zum Teil reichlich vorhanden sein kann, insgesamt aber wenig verbreitet ist. Es kristallisiert im monoklinen Kristallsystem mit der chemischen Zusammensetzung (Zn,Cu)5[(OH)6|(CO3)2] und entwickelt meist prismatische bis nadelige Kristalle, aber auch Überkrustungen.

## Etymologie und Geschichte
Erstmals beschrieben wurde das Mineral 1788 von Eugène Louis Melchior Patrin im französischen Magazin „Le Journal de physique et le radium“ (Paris 33,81), der es als Calamine verdâtre bezeichnete.
Seinen bis heute gültigen Namen Aurichalcit erhielt es allerdings erst 1839 nach der vollständigen Analyse von Theodor Boettger, der es nach altgriechisch ὀρείχαλκος oreíchalkos, deutsch ‚Bergerz‘, latinisiert Aurichalkum benannte, das allgemein auch für die Bezeichnung Messing (Legierung aus Kupfer und Zink) im Gebrauch war. Boettger wählte diese Bezeichnung in Anlehnung an die im Mineral vorherrschenden Metalle Kupfer und Zink, die auch die Legierung Messing ergeben.
Erstmals entdeckt wurde Aurichalcit in der Loktevskoye (Loktevskii) Mine am Fluss Loktewka (Nebenfluss des Tscharysch) im Altaischen Erzgebirge (Erz-Altai, Rudny Altai) in der russischen Region Westsibirien, die auch als Typlokalität gilt.

## Klassifikation
In der veralteten 8. Auflage der Mineralsystematik nach Strunz gehörte der Aurichalcit zur Mineralklasse der „Carbonate“ und dort zur Abteilung „Wasserfreie Carbonate mit fremden Anionen“, wo er gemeinsam mit Azurit, Hydrozinkit, Loseyit, Malachit und Rosasit in der „Azurit-Hydrozinkit-Gruppe“ mit der Systemnummer Vb/B.01 steht.
In der zuletzt 2018 überarbeiteten Lapis-Systematik nach Stefan Weiß, die formal auf der alten Systematik von Karl Hugo Strunz in der 8. Auflage basiert, erhielt das Mineral die System- und Mineralnummer V/C.01-110. Dies entspricht der Klasse der „Nitrate, Carbonate und Borate“ und dort der Abteilung „Wasserfreie Carbonate, mit fremden Anionen“, wo Aurichalcit zusammen mit Azurit, Brianyoungit, Chukanovit, Georgeit, Glaukosphärit, Hydrozinkit, Kolwezit, Loseyit, Malachit, Mcguinnessit, Nullaginit, Parádsasvárit, Pokrovskit, Rosasit, Sclarit und Zinkrosasit die „Azurit-Rosasit-Reihe“ mit der Systemnummer V/C.01 bildet.
Die von der International Mineralogical Association (IMA) zuletzt 2009 aktualisierte 9. Auflage der Strunz’schen Mineralsystematik ordnet den Aurichalcit in die Klasse der „Carbonate und Nitrate“ und dort in die Abteilung „Carbonate mit zusätzlichen Anionen; ohne H2O“ ein. Hier ist das Mineral in der Unterabteilung „Mit Cu, Co, Ni, Zn, Mg, Mn“ zu finden, wo es zusammen mit Hydrozinkit die „Aurichalcit-Hydrozinkitgruppe“ mit der Systemnummer 5.BA.15 bildet.
In der vorwiegend im englischen Sprachraum gebräuchlichen Systematik der Minerale nach Dana hat Aurichalcit die System- und Mineralnummer 16a.04.02.01. Das entspricht der Klasse der „Carbonate, Nitrate und Borate“ und dort der Abteilung „Carbonate - Hydroxyl oder Halogen“. Hier findet er sich innerhalb der Unterabteilung „Carbonate - Hydroxyl oder Halogen mit (AB)5(XO3)2Zq“ als einziges Mitglied in einer unbenannten Gruppe mit der Systemnummer 16a.04.02.

## Bildung und Fundorte

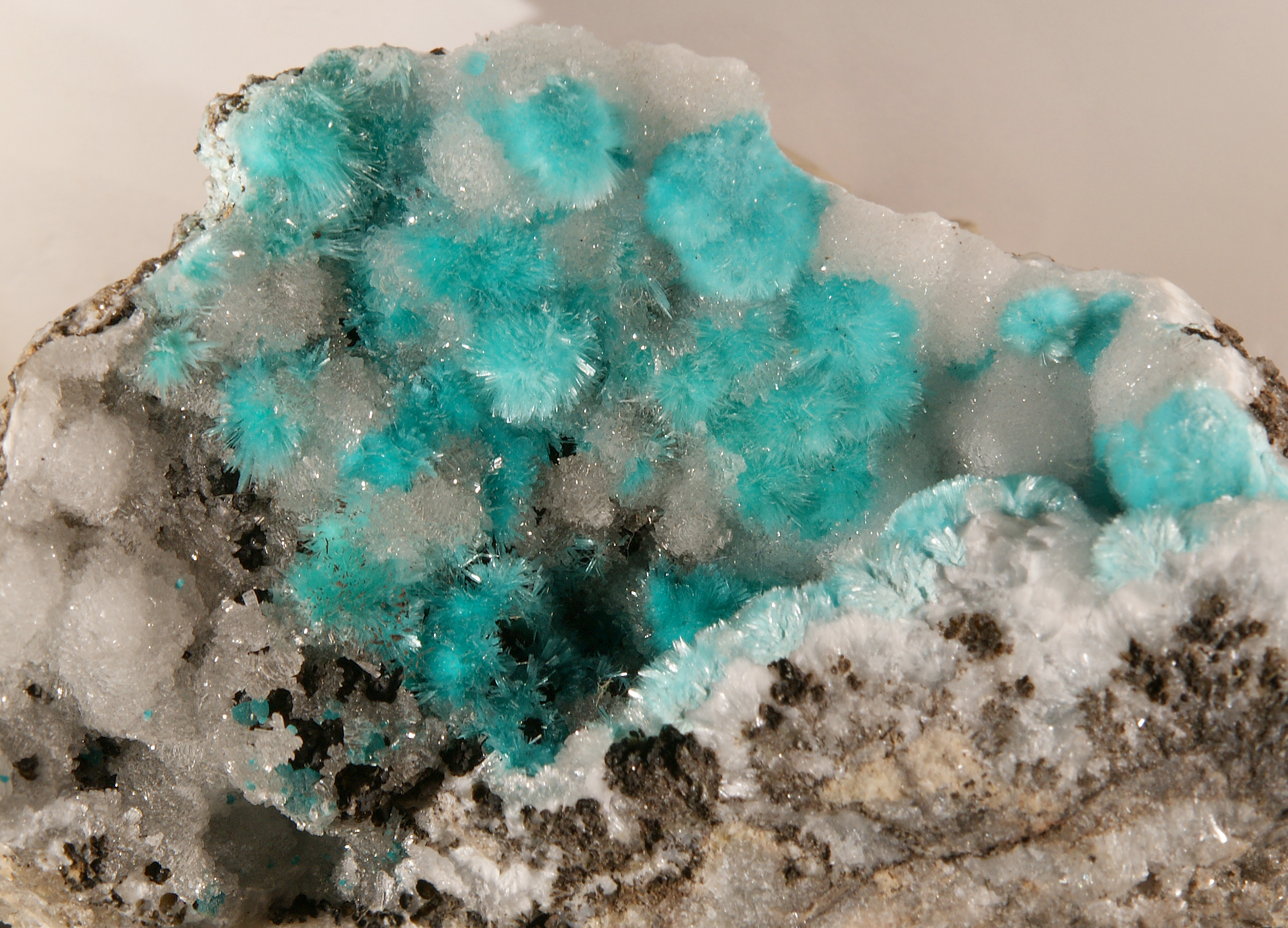
Auricalcit und Hemimorphit aus Arizona, USA

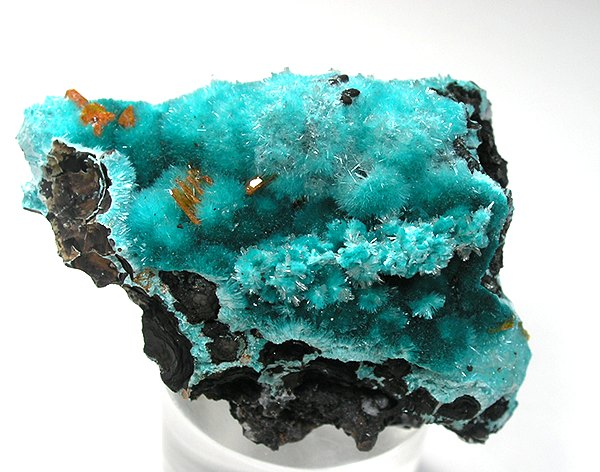
Aurichalcit und Wulfenit aus der 79th Mine, Chilito, Hayden, Dripping Spring Mts, Gila County, Arizona

Aurichalcit ist ein Sekundärmineral, das sich vorwiegend unter trockenen klimatischen Bedingungen in der Oxidationszone von Kupfer- und Zinklagerstätten bildet. Es tritt oft in kleinen Zusammenhäufungen nadelförmiger Kristalle mit Brauneisenstein und Calcit verwachsen auf. Weitere Begleitminerale sind unter anderem Azurit, Hemimorphit, Hydrozinkit, Linarit, Malachit und Wulfenit sowie Rosasit und Smithsonit, mit denen er aufgrund der Ähnlichkeit von Farbe und Habitus auch leicht verwechselt werden kann.
Insgesamt konnte Aurichalcit bisher (Stand: 2011) an rund 700 Fundorten nachgewiesen werden. Neben seiner Typlokalität Loktevskoye Mine am Loktewka in Sibirien fand sich das Mineral in Russland noch bei Dalnegorsk in der fernöstlichen Region Primorje.
In Deutschland trat das Mineral bisher unter anderem an mehreren Orten im Schwarzwald in Baden-Württemberg, am Rudolfstein, bei Lichtenberg, Schmölz (Wallenfels) und am Rauschberg in Bayern, bei Richelsdorf und Langhecke in Hessen, bei Bramsche und an mehreren Orten im Harz in Niedersachsen; an mehreren Orten des Bergischen Landes, im Sauerland sowie in der Eifel und im Siegerland von Nordrhein-Westfalen bis Rheinland-Pfalz und im Erzgebirge in Sachsen auf.
In Österreich wurde Aurichalcit vor allem in Kärnten, Salzburg, der Steiermark und in Tirol sowie bei Annaberg in Niederösterreich gefunden. In der Schweiz trat er bisher nur in der Region Malcantone sowie an mehreren Orten im Kanton Wallis auf.
Weitere Fundorte liegen unter anderem in Argentinien, Australien, Belgien, Bulgarien, Chile, China, der Demokratischen Republik Kongo, Frankreich, Griechenland, Iran, Irland, Italien, Japan, Kanada, Kasachstan, Madagaskar, Marokko, Mexiko, Namibia, Neukaledonien, Norwegen, Polen, Portugal, Rumänien, Sambia, Slowakei, Slowenien, Spanien, Südafrika, Schweden, Tschechien, der Türkei, in Ungarn, im Vereinigten Königreich (Großbritannien), den Vereinigten Staaten (USA) und in Vietnam.

## Kristallstruktur
Aurichalcit kristallisiert monoklin in der Raumgruppe P21/m (Raumgruppen-Nr. 11) mit den Gitterparametern a = 13,82 Å; b = 6,42 Å; c = 5,29 Å und β = 101,0° sowie 2 Formeleinheiten pro Elementarzelle.